# Османска експанзија у Индијском океану
Османске експедиције у Индијском океану (турски: Hint seferleri or Hint Deniz seferleri, „Кампање у Индијском океану“) биле су низ османских морских операција у Индијском океану у 16. веку. Било је четири експедиције између 1538. и 1554. године, за време владавине Сулејмана Величанственог.

## Позадина
Након путовања Васка да Гаме, јака и моћна португалска морнарица је преузела контролу над Индијским океаном у раном 16. веку. Претили су приобалним градовима на арапској пенинсули и Индији. Главни штаб португалске морнарице је био у Гоји, граду на западној обали Индије, ког су освојили 1510. године.
Османлије су контролисале Црвено море и 1517. када је Селим I анексирао Египат у Османско царство, након битке у Риданији. Територије арапске пенинсуле на којима се могло живети пале су под османску контролу без принуде и насиља. Пири Реис, који је био познат по својој мапи света, дао је Селиму пар недеља након што је султан стигао у Египат. Део мапе је данас у музеју Топкапи.Селим је хтео да прошири Османско царство у Индијском океану. Након османске доминације у Црвеном мору, турско-португалско ривалство је почело. Селим је преговарао са султаном Музафером II, из султаната на северо-западу Индије, о могућем заједничком нападу на Португалце у граду Гоји. Селим је међутим, умро 1520. године.
Османски адмирал Селман Реис је бранио град Џеду од португалског напада 1517. године.
Сулејман Величанствени је послао један брод да брани османске градове од португалских напада 1525. године. Када је Сулејман анексирао већину Ирака, Османлије су стигле до Басре у персијском заливу. Османлије су имале проблема, јер су Португалци држали обале под својом контролом. Приобални градови на Арабијском полуострву су били или португалски вазали, или под њиховом потпуном контролом. 
Још један разлог за ратовање је био економске природе. Преко арапске пенинсуле су се увозили зачини у Европу.
Мехмед паша Соколовић, велики везир, предложио је да се направи канал између Медитерана и Црвеног мора. Да је такав канал био прокопан, османска војска могла би лако да пролази у Индијски океан. Међутим, овакав пројекат није могао да се оствари у 16. веку.

## Галерија
- Реконструкција османског знања о Индијском океану из 1911. године, забележена у Мохиту Сејдија Али Реиса из 1554. године.
- Османски Џебек
- Португалски напад на Џеду, 1517.
- Експедиција Пири Реиса.
- Османски адмирал Селман Реис бранио је Џеду од напада Португалаца 1517.